# Classe FREMM
A  Classe FREMM, (francês: Frégate Européenne Multi-Mission; italiano: Fregata Europea Multi-Missione), que significa fragata multiúso europeia, é uma família franco-italiana de fragatas multi-missão projetadas pelo Naval Group e Fincantieri. Na França, estes navios são conhecidos como classe Aquitânia (17 unidades planejadas, das quais 9 foram posteriormente canceladas), enquanto na Itália é conhecido como classe Bergamini (10 unidades planejadas).

## História
Foram propostas três variantes originais da FREMM; uma variante anti-submarina (ASW) e uma variante de uso geral (GP) e uma variante de ataque terrestre (AVT) para substituir as classes existentes de fragatas nas marinhas francesa e italiana. Um total de 27 FREMM deveriam ser construídas (17 para a França e 10 para a Itália) com objetivos de buscar exportações. No entanto, os cortes orçamentais e as alterações nos requisitos fizeram com que este número caísse significativamente para a França, enquanto a encomenda para a Itália permaneceu inalterada. 
Uma terceira variante de guerra antiaérea da FREMM foi proposta pela DCNS em resposta aos requisitos franceses para uma nova fragata de defesa aérea, a nova variante ficou conhecida como FREDA (Fregates de Défense Aériennes, "Fragata de defesa aérea"). Esta nova exigência francesa deveu-se ao cancelamento da terceira e quarta fragatas da Classe Horizon, após as duas primeiras custarem € 1,35 bilhão cada, mas esta decisão deixou a Marinha Francesa ainda precisando de substituições para suas envelhecidas fragatas de defesa aérea da Classe Cassard.
A partir de 2009, o projeto FREDA apresenta uma versão mais poderosa do radar passivo de varredura eletrônica Héraklès e 32 células do sistema de lançamento vertical SYLVER A50 no lugar das 16 células do A43 e 16 células do A70. O SYLVER A50 permitiria disparar o míssil Aster 30 de alcance de 120km. Embora em determinado momento tenha sido determinado que o sonar rebocado não seria instalado, isso foi posteriormente mantido no projeto do FREDA.
Na Euronaval 2012 a DCNS mostrou um novo conceito denominado FREMM-ER para o requisito FREDA, novamente baseado na FREMM, mas mencionando especificamente a missão de defesa de mísseis balísticos, bem como a guerra antiaérea. A FREMM-ER possui uma superestrutura modificada substituindo o Héraklès pelo novo radar Thales Sea Fire 500, cujas quatro placas fixas se assemelham às do AN/SPY-1 da Marinha dos EUA.  No entanto, ao contrário do Héraklès e do SPY-1 (ambos usando tecnologia de matriz de varredura eletrônica passiva), o Sea Fire 500 possui antenas de matriz de varredura eletrônica ativas.

## Características gerais

### Versões italianas

#### Eletrônica italiana (FREMM)[18]
O Sistema de Combate do FREMM italiano é gerenciado pelo CMS (Combat Management System) ATHENA-I, desenvolvido pela Selex ES (Leonardo desde 2017). O sistema de mísseis antiaéreos é baseado no SAAM-ESD (Extended Self Defence, no lugar do SAAM-IT inicialmente planejado, que deveria ter apenas o Aster 15) para gerenciamento de mísseis, que está associado ao multifuncional 3D ativo radar EMPAR (SPY-790), sensor principal do sistema. O sistema possui uma unidade de controle secundária capaz de assumir o controle em caso de destruição ou falha do sistema principal. Ao contrário do sistema a bordo da FREMM francesa (SAAM-FR), que só possui capacidade de autodefesa graças aos mísseis Aster 15, a FREMM italiana possui capacidade de defesa aérea, graças à possibilidade de utilizar também os Aster 30. Outros sensores são a banda Selex E/F RASS (RAN30 SASS Galileo IR Discovery, dois sistemas de mira multissensor (radar e eletro-óptico) MSTIS NA 25X (RTN-30X), radar de pouso de helicóptero, sistema SIR-M5 Pa IFF.  As unidades possuem sistema de comunicação Datalink Link 11,16 e sistema de comunicação via satélite 22 M-DLP e SATCOM. Sonar ativo montado em bulbo Thales 4110CL equipado com sistema de detecção de minas e telefone subaquático, com transdutor WASS de 9 toneladas e composto por 500 hidrofones. Todos possuem sonar antimina WASS SNA-2000-I. As quatros FREMM ASW e dois GP+ também possuem ecobatímetros multifeixe SeaBeam 3050, o L-3 ELAC Nautik e também estão equipados com um sonar ativo rebocado de profundidade variável (VDS) Thales 4249 de baixa frequência.

#### Armamento da versão anti-submarina italiana
- 2 lançadores verticais (VLS) em módulos de 8 células cada do tipo Sylver A-50 para os mísseis superfície-ar MBDA  Aster 15 de defesa antiaérea de curto alcance (AAW) e para os mísseis superfície-ar MBDA  Scalp Naval Aster 30 - mísseis aéreos para área de defesa antiaérea, bem como compatíveis com futuros ATBMs Bloco 1 NT e Bloco 2;
- Predisposição para a instalação de mais 2 lançadores verticais (VLS) em módulos de 8 células cada do tipo Sylver A-70 para o míssil de cruzeiro de superfície/superfície de longo alcance MBDA  (porém também compatível com mísseis Aster 15 e 30);
- 8 lançadores para mísseis antinavio de longo alcance do tipo MBDA Teseo Mk2 Block IV e do sistema combinado de mísseis/torpedos de médio alcance MBDA tipo Milas para guerra antisubmarino para a versão italiana ou do MBDA Exocet MM40 de longo alcance míssil apenas para guerra antinavio Bloco 3/3c para a versão francesa;
- 2 sistemas lançadores de torpedos de 324 mm, com sistema de carregamento semiautomático, interno MU 90;[19]
- 2 canhões do tipo Davide/Strales de alimentação dupla super rápida Oto Melara 76/62 mm com capacidade de utilizar a munição guiada DART em função antimíssil (a versão francesa transportará apenas uma peça, sem o sistema Davide);
- 2 lançadores de foguetes Oto Melara SCLAR -H DLS;
- 2 sistemas antitorpedo SLAT;
- 2 canhões Oto Melara/Oerlikon KBA 25/80 mm;

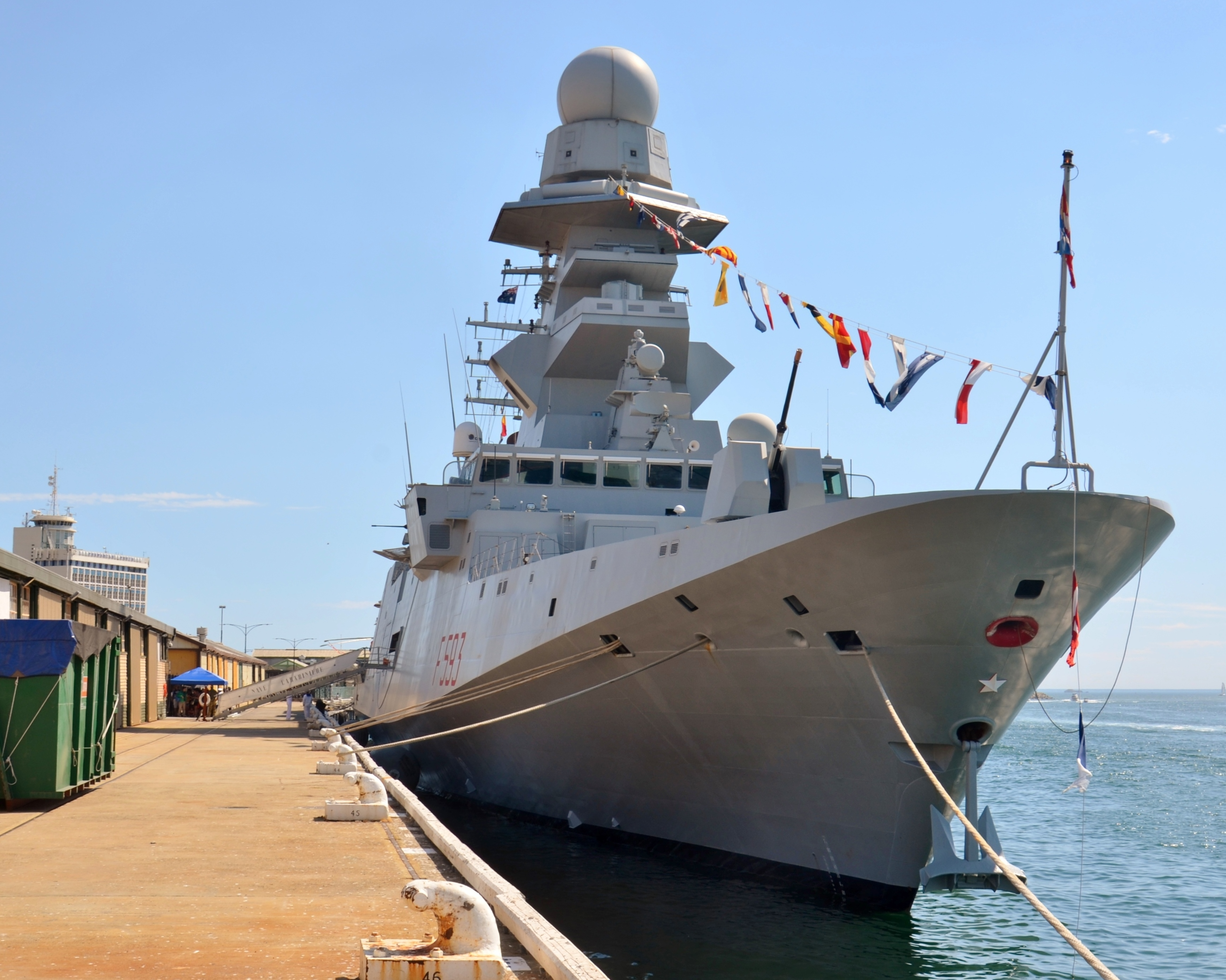
Carabineiro italiano ASW FREMM

- 2 helicópteros NH90 ou EH101.

#### Armamento italiano de versão multifuncional[20][21]
- 2 lançadores verticais ( VLS ) em módulos de 8 células cada do tipo Sylver A-50 (também compatíveis com mísseis Aster 15 e 30) para mísseis superfície/ar MBDA Aster 15 para defesa antiaérea de curto alcance ( AAW ) ou para mísseis de superfície /ar MBDA Aster 30 para defesa antiaérea de área;

- Predisposição para a instalação de mais 2 lançadores verticais ( VLS ) em módulos de 8 células cada do tipo Sylver A-70 para o míssil de cruzeiro de superfície/superfície de longo alcance MBDA Scalp Naval (porém também compatível com mísseis Aster 15 e 30);
- 8 lançadores para mísseis antinavio que também podem ser usados para alvos terrestres MBDA Teseo Mk2\A para a versão italiana ou o míssil de longo alcance para guerra antinavio MBDA Exocet MM40 Bloco 3 para a versão francesa;
- 2 lançadores de torpedos triplos B515 de 324 mm para torpedos MU 90 com sistema de carregamento semiautomático, interno;[19]
- 1 Oto Melara 76/62 mm canhão super rápido de alimentação dupla tipo Davide/Strales com capacidade de usar munição guiada na função antimíssil. A versão italiana irá montá-lo na popa acima do hangar enquanto a versão francesa (porém sem o sistema Davide) na proa;

- 1 canhão do tipo Oto Melara 127/64 mm LW com capacidade de utilizar a munição guiada para tiro de precisão contra alvos terrestres e navais. O canhão, com capacidade AAW, ASuW e NSFS, é equipado com carregador de reabastecimento automático contendo 350 projéteis, além dos 56 da torre. Canhão presente apenas na versão italiana;
- 2 lançadores de foguetes Oto Melara SCLAR -H DLS (o novo sistema integrado de contramedidas AAW e ASW OTO Melara ODLS-20 será instalado nas últimas três unidades);
- 2 peças Oto Melara / Oerlikon KBA 25/80 mm;

Perfil e plano da versão francesa

- 2 helicópteros NH90 ou EH101.

### Versões francesas

#### Características físicas
- Comprimento total: aproximadamente 142 metros;
- Largura total: aproximadamente 20 metros;
- Deslocamento: aproximadamente 6.000 toneladas;

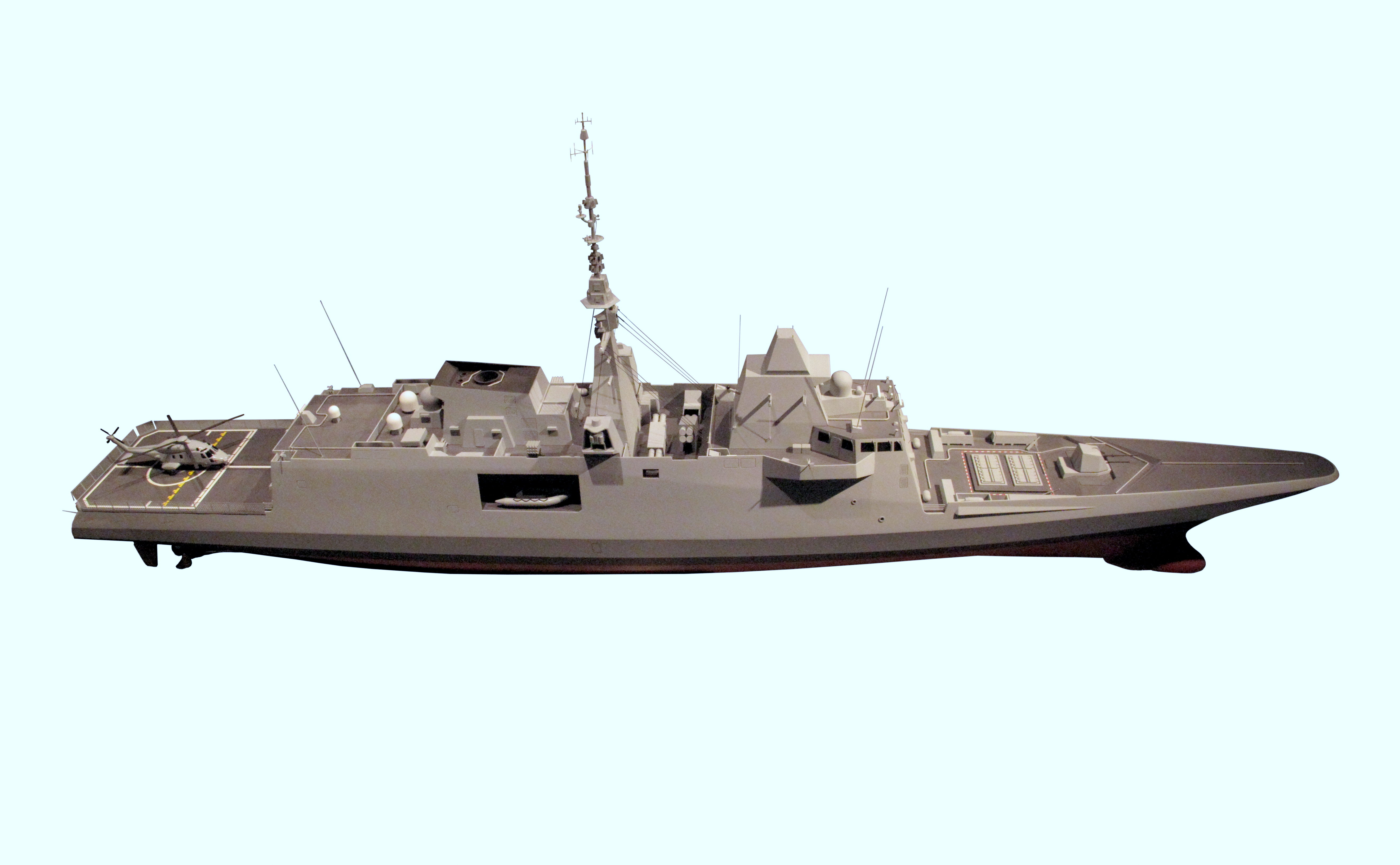
Versão francesa da FREMM

- Tripulação: 108 homens.

##### Desempenho tático
- Alcance: 6.000 milhas náuticas;
- Velocidade máxima: 27 nós;
- Autonomia: 45 dias.

###### Equipamentos e sistemas de armas
- Radar multifuncional Herakles;
- Lançador de isca NGDS;
- Radar Terma Scanter 2001;[22]
- Sistema de combate SETIS;
- Sistema de controle panorâmico infravermelho;
- Sistema de guerra eletrônica de última geração;
- Conduta de tiro optrônico;
- Thales Artemis IRST;
- Sonar de casco;
- Sonar rebocado na versão ASM;
- Sistema de comunicações: conexões táticas de dados, comunicações por rádio e satélite;ASW FREMM italiano Virginio Fasan

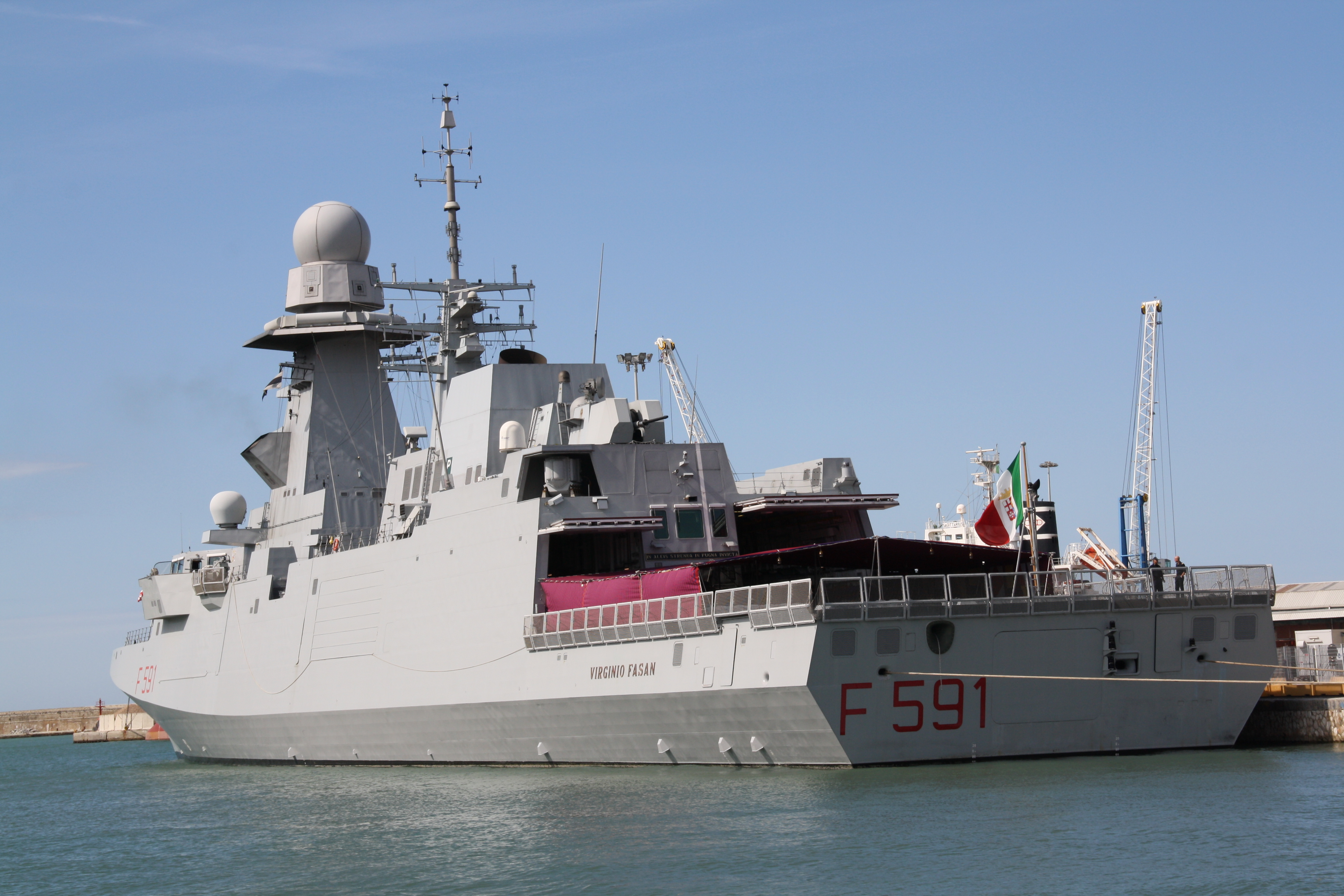
ASW FREMM italiano Virginio Fasan

- MBDA SYLVER A43 VLS de 16 células para mísseis MBDA Aster 15 (nas primeiras quatro variantes ASW);
- As duas últimas variantes do ASW foram equipadas com um MBDA A50 VLS de 16 células para MBDA Aster 30 para ser usado se considerado necessário;
- As duas variantes AAW equipadas com A50 VLS de 32 células;
- MBDA SYLVER A70 VLS de 16 células para míssil de cruzeiro MBDA MdCN com alcance de até 1.400 km (870 mi) ou míssil antiaéreo Aster 30 (não instalado em variantes AAW);
- MBDA Exocet MM40 Bloco 3 , (variante do Bloco 3c - capacidade naval e de ataque terrestre - entrando em serviço na Marinha Francesa a partir de dezembro de 2022);
- 2 × sistemas de armas remotas Nexter 20 mm (0,79 pol.);
- 8 mísseis Exocet MM40 B3;
- 19 torpedos MU90;
- 1 x pistola OTO Melara 76/62 Super Rapido de 76 mm;
- Meios de autodefesa: guerra eletrônica, lançadores de foguetes antimísseis e antitorpedos;
- Helicóptero a bordo: NH 90 Caïman Marine;
- Capacidade de embarque em uma embarcação para um comando;
- Artilharia de pequeno calibre: 2 metralhadoras de 12,7 mm ou 2 canhões teleoperados Nexter NARWHAL de 20 mm.

## Exportação

### Estados UnidosFragata da classe Constellation
Em 10 de julho de 2017, foi relatado que o Congresso dos Estados Unidos estava interessado em projetos estrangeiros, como o Fincantieri FREMM para o Programa FFG(X) da Marinha dos EUA. De acordo com o representante Rob Wittman, presidente do Subcomitê de Serviços Armados da Câmara dos Estados Unidos sobre Poder Marítimo e Forças de Projeção, o Congresso dos EUA estava confortável com modelos como a parceria de Fincantieri com a Lockheed Martin para construir a versão Freedom do navio de combate litorâneo (LCS ). Se o projeto italiano FREMM for selecionado, o estaleiro Marinette Marine em Wisconsin, parte do grupo Fincantieri, construiria as fragatas de mísseis guiados. Marinette Marine é mais conhecida pelo LCS classe Freedom da Marinha dos EUA . Em 16 de fevereiro de 2018, a Fincantieri Marine foi uma das cinco empresas que recebeu um contrato de US$ 15 milhões para o projeto conceitual do FFG(X), que a Marinha avaliaria ao longo de 16 meses antes de uma solicitação final de proposta em 2019 e da concessão do contrato em 2020.
Em 30 de junho de 2017, foi anunciado que a Leonardo e a BAE Systems colaborarão para fornecer às forças militares dos EUA uma ampla gama de munições atualizadas para sistemas de armas avançados de grande calibre, como o Leonardo Vulcano e as munições guiadas Strales/DART.
Do final de maio ao início de junho de 2018, a Marinha italiana desdobrou Alpino em uma visita de boa vontade aos Estados Unidos ao longo da costa leste, fazendo escalas em Norfolk, Baltimore, Nova Iorque e Boston. Ela foi visitada por vários oficiais da Marinha dos EUA que a visitaram como uma potencial candidata ao FFG(X). Entre os visitantes estava o Embaixador da Itália nos Estados Unidos, Armando Varrichio.
Em 30 de abril de 2020, a Marinha dos EUA anunciou que a Fincantieri havia recebido um contrato de US$ 795 milhões para o primeiro FFG(X), a ser construído na Fincantieri Marinette Marine em Marinette, Wisconsin. O contrato inclui opções para nove navios adicionais, que, se todas as opções fossem exercidas, avaliariam o contrato em US$ 5,5 bilhões. Em 7 de outubro de 2020, o Secretário da Marinha dos EUA, Kenneth Braithwaite, anunciou que a primeira fragata FFG(X) seria nomeada Constellation.

### Egito
Em 16 de fevereiro de 2015, a Marinha Egípcia ordenou que um navio FREMM entrasse em serviço antes da abertura do Novo Canal de Suez, como parte de um acordo maior (incluindo 24 aeronaves Dassault Rafale e um fornecimento de mísseis) no valor de 5,9 mil milhões de dólares (5,2 mil milhões de euros). Para cumprir os prazos do Egito, a França ofereceu o envio da Normandia , originalmente destinada à Marinha Francesa. Os equipamentos de interferência SYLVER A70 VLS e NETTUNO-4100 foram removidos devido a limitações de exportação para tais equipamentos sensíveis. A tripulação será de cerca de 126 marinheiros, em comparação com 108 na Marinha Francesa. A antena SATCOM dos satélites franceses de Siracusa também foi retirada; no entanto, o Egito utilizará o seu próprio satélite militar de telecomunicações, fornecido pela Airbus Defence and Space e pela Thales Alenia Space, em conjunto com os seus navios de guerra. Em 23 de junho de 2015, o construtor naval francês DCNS transferiu a fragata FREMM Tahya Misr (ex- Normandia ) para a Marinha Egípcia. O Egito encomendou duas fragatas FREMM italianas em 2020 e uma fragata FREMM francesa em 2015.  A venda italiana inicial pode ser seguida pela aquisição subsequente de duas fragatas FREMM adicionais pelo Egito. Em abril de 2021, a segunda fragata da classe FREMM Bergamini, ENS Bernees, juntou-se à Marinha Egípcia.

### Marrocos
Em 24 de outubro de 2007, foi anunciado que a Marinha Real Marroquina havia encomendado um FREMM para substituir sua corveta da classe Descubierta. O contrato foi assinado em 18 de abril de 2008 e a construção do FREMM marroquino começou no verão de 2008, com entrega prevista para 2012 ou 2013; Mohammed VI foi lançado em setembro de 2011 e entregue em 30 de janeiro de 2014. O navio marroquino é semelhante à versão anti-submarina francesa, sem tubos SYLVER A70 para o míssil de cruzeiro MdCN, e custou 470 milhões de euros.

### Indonésia
Em 10 de junho de 2021, a Indonésia assinou um contrato com a Fincantieri para a encomenda de seis fragatas FREMM e duas fragatas da classe Maestrale e outro apoio logístico. Pode haver colaboração entre o Estaleiro PT-PAL em Java e Fincantieri.

## Navios da classe
| Nome                               | Flâmula não.     | Construtor                                           | Variante         | Papel                 | Deitado                 | Lançado                 | Comissionado            | Porto de origem  |
| Marinha Italiana                   | Marinha Italiana | Marinha Italiana                                     | Marinha Italiana | Marinha Italiana      | Marinha Italiana        | Marinha Italiana        | Marinha Italiana        | Marinha Italiana |
| Classe Bergamini                   | Classe Bergamini | Classe Bergamini                                     | Classe Bergamini | Classe Bergamini      | Classe Bergamini        | Classe Bergamini        | Classe Bergamini        | Classe Bergamini |
| ---------------------------------- | ---------------- | ---------------------------------------------------- | ---------------- | --------------------- | ----------------------- | ----------------------- | ----------------------- | ---------------- |
| Carlos Bergamini                   | F 590            | Fincantieri , Muggiano e Riva Trigoso                | GP               | Propósito geral       | 4 de fevereiro de 2008  | 16 de julho de 2011     | 29 de maio de 2013      | Taranto          |
| Virgínia Fasan                     | F 591            | Fincantieri , Muggiano e Riva Trigoso                | IT-ASW           | Guerra anti-submarina | 12 de maio de 2009      | 31 de março de 2012     | 19 de dezembro de 2013  | La Spezia        |
| Carlos Margottini                  | F 592            | Fincantieri , Muggiano e Riva Trigoso                | IT-ASW           | Guerra anti-submarina | 21 de abril de 2010     | 29 de junho de 2013     | 27 de fevereiro de 2014 | La Spezia        |
| Carabineiro                        | F 593            | Fincantieri , Muggiano e Riva Trigoso                | IT-ASW           | Guerra anti-submarina | 6 de abril de 2011      | 29 de março de 2014     | 28 de abril de 2015     | Taranto          |
| Alpino                             | F 594            | Fincantieri , Muggiano e Riva Trigoso                | IT-ASW           | Guerra anti-submarina | 23 de fevereiro de 2012 | 13 de dezembro de 2014  | 30 de setembro de 2016  | Taranto          |
| Luigi Rizzo                        | F 595            | Fincantieri , Muggiano e Riva Trigoso                | GP               | Propósito geral       | 5 de março de 2013      | 19 de dezembro de 2015  | 20 de abril de 2017     | La Spezia        |
| Frederico Martinengo               | F 596            | Fincantieri , Muggiano e Riva Trigoso                | GP               | Propósito geral       | 5 de junho de 2014      | 4 de março de 2017      | 24 de abril de 2018     | Taranto          |
| Antonio Marcela                    | F 597            | Fincantieri , Muggiano e Riva Trigoso                | GP               | Propósito geral       | 12 de julho de 2015     | 3 de fevereiro de 2018  | 16 de abril de 2019     | Taranto          |
| Spartaco Schergat                  | F 598            | Fincantieri , Muggiano e Riva Trigoso                | GP-e             | Uso geral e ASW       | 25 de fevereiro de 2021 | 24 de novembro de 2023  | 15 de abril de 2025     | La Spezia        |
| Emílio Bianchi                     | F 599            | Fincantieri , Muggiano e Riva Trigoso                | GP-e             | Uso geral e ASW       | 12 de outubro de 2021   | 2024                    | Agosto de 2025          | Taranto          |
| ?                                  | F                | Fincantieri , Muggiano e Riva Trigoso                | FREMM-EVO        | Uso geral e ASW       | 2025                    |                         |                         |                  |
| ?                                  | F                | Fincantieri , Muggiano e Riva Trigoso                | FREMM-EVO        | Uso geral e ASW       | 2026                    |                         |                         |                  |
| Marinha Nacional da França         |                  |                                                      |                  |                       |                         |                         |                         |                  |
| Classe Aquitânia                   |                  |                                                      |                  |                       |                         |                         |                         |                  |
| Aquitânia                          | D650             | DCNS , Lorient                                       | FR-ASW           | Guerra anti-submarina | 2007                    | 29 de abril de 2010     | 23 de novembro de 2012  | Brest            |
| Normandia                          | D651             | DCNS , Lorient                                       | FR-ASW           | Guerra anti-submarina | 2014                    | 1º de fevereiro de 2018 | 3 de junho de 2020      | Brest            |
| Provença                           | D652             | DCNS , Lorient                                       | FR-ASW           | Guerra anti-submarina | 2010                    | 18 de setembro de 2013  | 12 de junho de 2015     | Toulouse         |
| Languedoque                        | D653             | DCNS , Lorient                                       | FR-ASW           | Guerra anti-submarina | 2011                    | 12 de julho de 2014     | 4 de julho de 2017      | Toulouse         |
| Auvérnia                           | D654             | DCNS , Lorient                                       | FR-ASW           | Guerra anti-submarina | 2012                    | 2 de setembro de 2015   | 14 de fevereiro de 2018 | Brest            |
| Bretanha                           | D655             | DCNS , Lorient                                       | FR-ASW           | Guerra anti-submarina | 2013                    | 16 de setembro de 2016  | 20 de fevereiro de 2019 | Brest            |
| Alsácia                            | D656             | DCNS , Lorient                                       | FR-AAW           | Guerra antiaérea      | 2016                    | 18 de abril de 2019     | 16 de abril de 2021     | Toulon           |
| Lorena                             | D657             | DCNS , Lorient                                       | FR-AAW           | Guerra antiaérea      | 2019                    | 13 de novembro de 2020  | 13 de novembro de 2023  | Toulon           |
| Estados Unidos                     |                  |                                                      |                  |                       |                         |                         |                         |                  |
| Aula de constelação                |                  |                                                      |                  |                       |                         |                         |                         |                  |
| constelação                        | FFG-62           | Fincantieri Marinette Marine , Marinette , Wisconsin | IT-ASW           | Guerra anti-submarina | 31 de agosto de 2022    | A confirmar             | A confirmar             | Everett          |
| Congresso                          | FFG-63           | Fincantieri Marinette Marine , Marinette , Wisconsin | IT-ASW           | Guerra anti-submarina | A confirmar             | A confirmar             | A confirmar             | Everett          |
| Chesapeake                         | FFG-64           | Fincantieri Marinette Marine , Marinette , Wisconsin | IT-ASW           | Guerra anti-submarina | A confirmar             | A confirmar             | A confirmar             | Everett          |
| Lafayette                          | FFG-65           | Fincantieri Marinette Marine , Marinette , Wisconsin | IT-ASW           | Guerra anti-submarina | A confirmar             | A confirmar             | A confirmar             | Everett          |
| Marinha Egípcia                    |                  |                                                      |                  |                       |                         |                         |                         |                  |
| Tahya Misr (ex- Normandia )        | FFG-1001         | DCNS , Lorient                                       | FR-ASW           | Guerra anti-submarina | 2009                    | 18 de outubro de 2012   | 17 de março de 2016     | Alexandria       |
| Al-Galala (ex- Spartaco Schergat ) | FFG-1002         | Fincantieri , Muggiano e Riva Trigoso                | GP               | Propósito geral       | 21 de dezembro de 2015  | 26 de janeiro de 2019   | 23 de dezembro de 2020  | Alexandria       |
| Bernées (ex- Emilio Bianchi )      | FFG-1003         | Fincantieri , Muggiano e Riva Trigoso                | GP               | Propósito geral       | Janeiro de 2018         | 25 de janeiro de 2020   | 13 de abril de 2021     | Alexandria       |
| Marinha Real Marroquina            |                  |                                                      |                  |                       |                         |                         |                         |                  |
| Maomé VI                           | 701              | DCNS , Lorient                                       | FR-ASW           | Guerra anti-submarina | 2008                    | 14 de setembro de 2011  | 30 de janeiro de 2014   | Ksar es Seghir   |